# 平安道場

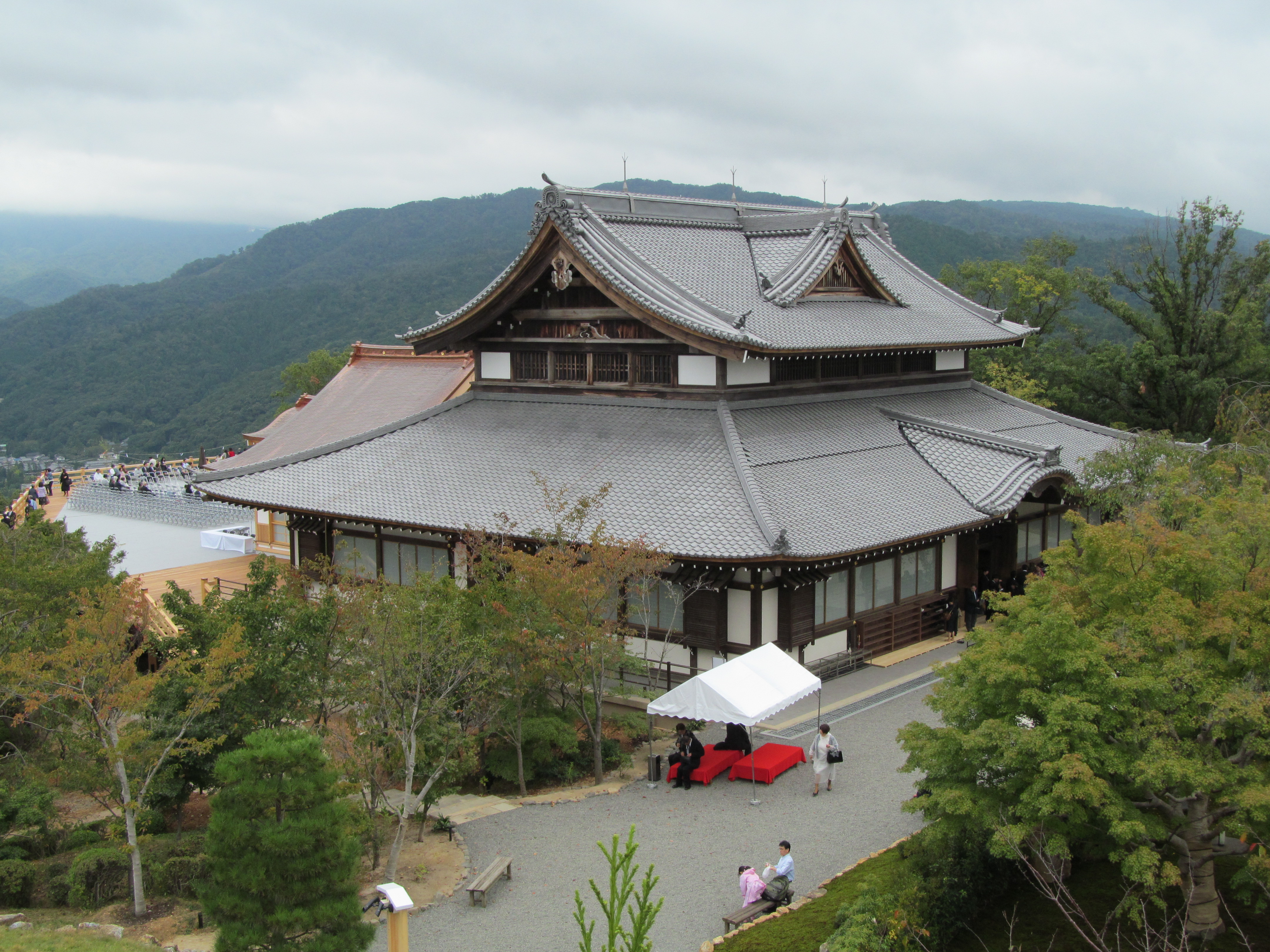
青蓮院境内に大護摩堂「青龍殿」として移築された、かつての「平安道場」

平安道場（へいあんどうじょう）は、1913年（大正2年）に京都府京都市上京区の北野天満宮境内に建立された木造の武道場。
創建当時は「武徳殿」（ぶとくでん、通称「北野武徳殿」）と呼ばれていた。戦後は、京都府警察の武道場となり「平安道場」と改称し、1998年（平成10年）まで52年間使われた。その後、老朽化により解体され、東山区の将軍塚山上（青蓮院の飛び地境内）に移築され、現在は「青龍殿」と呼ばれている。

## 沿革
大正天皇の即位を記念して、京都府民の寄付により北野天満宮境内に大日本武徳会京都支部武徳殿として建立された。御殿風、総檜造り、面積160坪、（敷地915坪・本殿建物324坪）高さ15m、（敷地915坪・本殿建物324坪）。面積の数値は不確実で注意を要する。
1914年（大正3年）2月11日に落成式が挙行される。大日本武徳会が解散した後の1947年（昭和22年）に京都府へ移管され、「平安道場」となる。
1998年（平成10年）、老朽化により閉鎖され、京都府は解体処分を決定する。2011年（平成23年）1月28日、京都府から青蓮院へ譲渡・移築され、将軍塚山上に同寺の大護摩堂として再建されることとなる。
2014年（平成26年）10月4日に大護摩堂として完成。「青龍殿」と名づけられる。